# Prohibido amar
Prohibido amar (trad.: Proibido amar) é uma telenovela mexicana produzida e exibida pela Azteca entre 7 de outubro de 2013 e 7 de fevereiro de 2014.
É baseada na telenovela colombiana La sombra del deseo e foi adaptada por Carmen Madrid , María Renée Prudencio e Ximena Escalante. 
A trama é protagonizada por Rossana Nájera e Marco De Paula e antagonizada por Anna Ciocchetti, Iliana Fox, Ari Telch e Sandra Quiroz.

## Sinopse
Dentro do empório têxtil, Consorcio Aguilera, um triângulo de paixões é tecido entre Gabriela Ramírez, designer de moda bem sucedida, Ignacio Aguilera, dono maduro da empresa e Rafael Hernández Cosío. Com quase quatro décadas em seus ombros, Rafael ignora que um vínculo indestrutível o une à família Aguilera; sangue, já que seu pai verdadeiro é Inácio, mas outro vínculo igualmente forte; a do amor, o separará ainda mais do homem que lhe deu vida e o unirá ironicamente a Gabriela, a esposa de seu próprio pai. Em um de seus hotéis na praia, Rafael conhece Ignacio, ainda ignorando seu parentesco com ele. Nesse mesmo lugar, Gabriela está desapontada com Ignacio quando ela descobre que ela tem um amante chamado Rosario e que o jovem modelo está esperando um filho dele. Por sua parte, Rafael também passa por uma crise marital irreversível com sua esposa Laura. Gabriela e Rafael encontram-se à beira da doca, no meio do misticismo e da magia derivados da fusão da noite e do mar, suas almas imediatamente se identificam, seus sonhos íntimos e anseios são confessados antes de sua vulnerabilidade.
Por causa da traição de Ignacio, Gabriela exige um divórcio, mesmo que confessa que ela tem sido a mulher que mais amou. Antes de sair da praia, Ignacio decide se refugiar no silêncio do mar para pensar como ele enfrentará dois golpes devastadores: uma possível separação de Gabriela e o câncer que invade seu corpo e que escondiu sua família por meses. Destiny já possui um plano planejado; o barco sofre um acidente e o corpo de Ignacio é arrastado para o mar. Devido à sua doença terminal, ele havia assinado um testamento, deixando os principais herdeiros de Gabriela e a surpresa de todos, Rafael Hernández Cosío. O menor beneficiário é Guillermo, filho legítimo de Ignacio. Mas o que ninguém sabe é que Ignacio sobreviveu.
A partir desse momento, Rafael se perguntou por que esse desconhecido herdou milhões de dólares. Alicia Cosío, que tem a resposta, a qualquer preço, quer evitar que seu filho Rafael descubra que o sangue de Aguilera atravessa suas veias. Salomón Aguilera, o irmão mais novo de Ignacio, quer as ações para retornar à família e fazer um acordo com a Alicia; o seu silêncio em troca de ações. Enquanto isso, as circunstâncias e a proximidade no Consórcio causam que os sentimentos de Gabriela e Rafael se entrelaçam pouco a pouco, até serem unidos como os teares mais consistentes.
Em primeiro lugar, ela tenta resistir ao poder desse amor, ela não quer sofrer sua esposa e filhos, mas ela acaba ceder à intensidade de uma paixão nunca antes experimentada. Gabriela e Rafael se amam intensamente apesar do fato de que tudo está contra eles, embora ambos saibam que em seu caso é: "Prohibido Amar".

## Elenco
- Rossana Nájera - Gabriela Ramírez
- Marco De Paula - Rafael Hernández Cosío
- Fernando Ciangherotti - Ignacio Aguilera O.
- Anna Ciocchetti - Alicia Cosío
- Iliana Fox - Laura Saldivar
- Andrea Martí - Olga Ramírez
- María José Magán - Rosario Sandoval
- Ari Telch - Salomón Aguilera
- Claudia Lobo - Cecilia Romero
- Eduardo Arroyuelo - Guillermo Aguilera
- Fabián Corres - Mauricio
- Cinthia Vázquez - Nina Hernández Cosío
- Emilio Guerrero - León Ramírez
- Hernán Mendoza - Félix
- Sandra Quiroz - Lorena Jurado
- Juan Martín Jaurégui - Marcos Roldán
- Giovanna Romo - Andrea
- Daniela - Tatiana
- Carlos Díaz - Emiliano
- Ale Ley - Maclovia
- Pascasio López - Celso
- Carlos Hays

## Outras versões
- La sombra del deseo (1995) - uma telenovela colombiana produzida e exibida pela Caracol Televisión.